# 陈燮霞
陈燮霞（1983年1月8日—），中國广东省广州市番禺县欖核区（今南沙区榄核镇）大坳村人，中国女子举重运动员，2008年北京奥运会女子举重48公斤级金牌得主（其後因被揭發服用禁藥而被褫奪獎牌及遭到停賽處分）。
陈燮霞早年在广州举重队接受训练，1999年被调整出队后转入中国人民解放军八一体工大队。2006年以挺举117公斤的成绩打破世界纪录。
她赢得了2007年世界举重锦标赛48公斤级，抓举、挺举和总成绩三枚金牌。
在2008年北京奥运会上，她以抓举95公斤、挺举117公斤、总成绩212公斤战胜了土耳其选手西贝尔·厄兹坎和中华台北选手陈苇绫，并一举打破该级别总成绩210公斤的奥运会纪录，为中国代表团取得北京奥运会第一枚金牌。
2016年8月，国际奥林匹克委员会在对2008年北京奥运会运动员的再次尿检中发现陈燮霞的样本呈现阳性。2017年1月，国际奥委会宣布取消陈燮霞在北京奥运会的女子举重48公斤级冠军金牌。此前的2016年7月22日，夺得该项目亚军的土耳其运动员西贝尔·厄兹坎也因尿样中检测出违禁药物而被剥夺银牌。